# Sacoglossa
Sacoglossa, também chamados de "sacoglassanos", são um clado de pequenas lesmas-do-mar, moluscos gastrópodes marinhos que pertencem ao clado Heterobranchia. Sacoglossanos vivem pela ingestão da seiva de algas.
Alguns sacoglossanos simplesmente digerem a seiva que sugam das algas, mas em algumas espécies as lesmas sequestram e utilizam dentro de seus próprios tecidos cloroplastos vivos das algas que eles se alimentam, um fenómeno incomum conhecido como cleptoplastia. Isto lhes deu o epíteto de "lesmas-do-mar carregadas a  energia solar", e os faz únicos entre os animais.
Kathe R. Jensen (2007) reconheceu 284 espécies válidas em Sacoglossa.